# Ваздухопловна база Поуп
Ваздухопловна база Поуп (енгл. Pope Air Force Base) град је у америчкој савезној држави Северна Каролина.

## Демографија
По попису из 2000. године број становника је 2.583.
| Група             | 2000.         | 2010.    |
| Белци             | 1.921 (74,4%) | 0 (0,0%) |
| Афроамериканци    | 365 (14,1%)   | 0 (0,0%) |
| Азијати           | 67 (2,6%)     | 0 (0,0%) |
| Хиспаноамериканци | 159 (6,2%)    | 0 (0,0%) |
| Укупно            | 2.583         | 0        |